# Microporella alaskana
Microporella alaskana är en mossdjursart som beskrevs av James Dick och Ross 1988. Microporella alaskana ingår i släktet Microporella och familjen Microporellidae. Inga underarter finns listade i Catalogue of Life.